# Портулак
Портула́к (лат. Portúlaca) — род растений семейства Портулаковые (Portulacaceae).
Современное научное название растения дано из-за способа вскрытия семенной коробочки, происходит от лат. portula — воротца. 
На юге России иногда в быту именуется полднёвкой.

## Ботаническое описание
Однолетнее травянистое растение высотой 10—30 см. Корень веретенообразный, ветвистый. Стебель стелющийся, мясистый, дудчатый, разветвлённый, коричневый. Листья зелёные, мясистые, овальные, напоминают сплюснутое яйцо. Цветёт с июня по сентябрь. Цветки белые, жёлтые, иногда тёмно-коричневые, расположены по два-три в разветвлениях стебля. 

## Распространение и экология
Портулак огородный культивируют на юге Украины, на Дальнем Востоке, в Закавказье и Средней Азии. В диком виде растет на песчаных отмелях, сорных местах, по берегам рек, возле посёлков, в садах и по краям полей. 
Быстро и просто размножаются посредством самосева.

## Таксономия
- Portulaca L. Species Plantarum 1: 445 Архивная копия от 31 января 2020 на Wayback Machine. 1753.

Синоним Duravia (S.Watson) Greene

### Виды

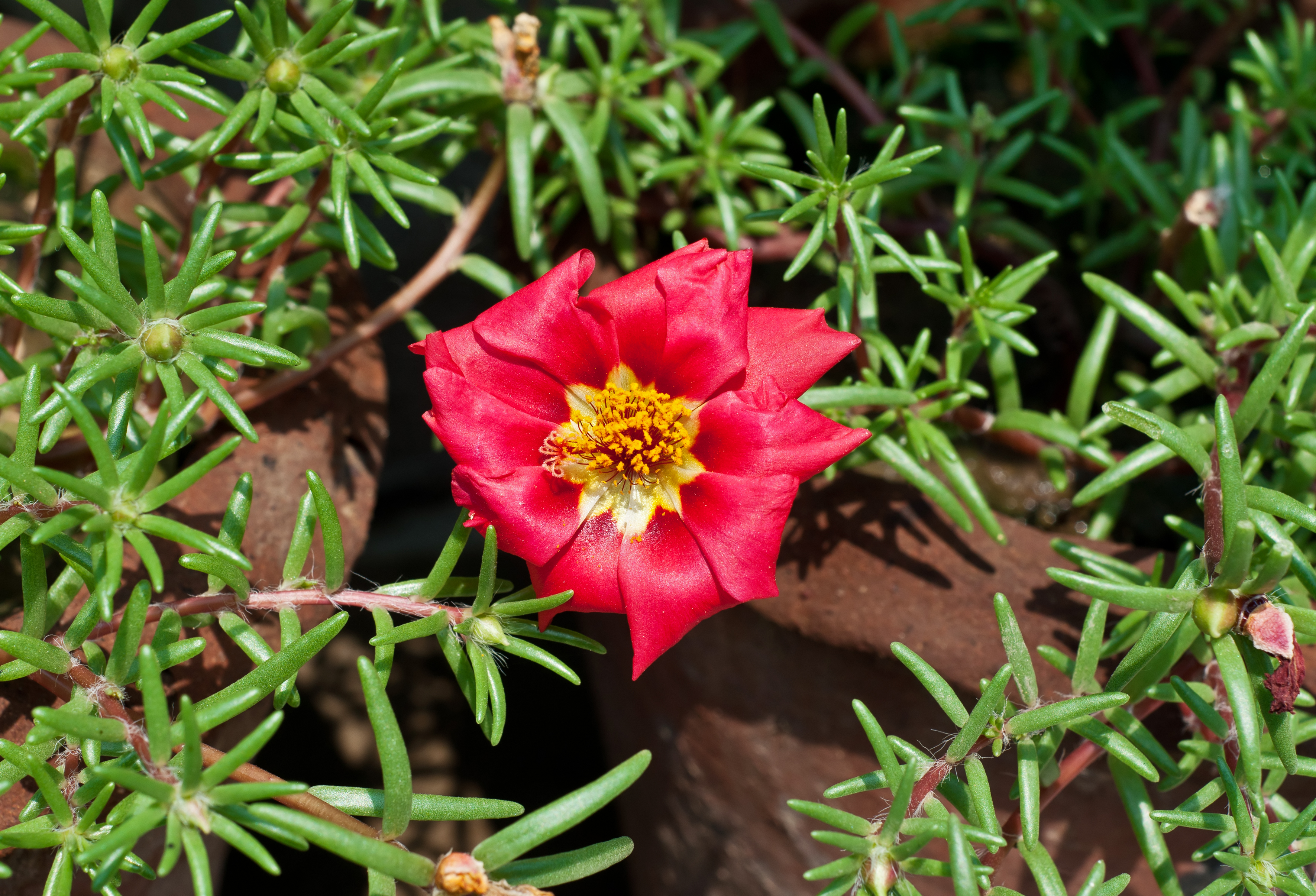
Портулак крупноцветковый (Portulaca grandiflora)

Род включает около 100 видов.
- Portulaca amilis Speg.
- Portulaca biloba Urban
- Portulaca caulerpoides Britt. & Wilson ex Britt.
- Portulaca grandiflora Hook. — Портулак крупноцветковый
- Portulaca halimoides L.
- Portulaca lutea Sol. ex G.Forst.
- Portulaca molokiniensis Hobdy
- Portulaca oleracea L. — Портулак огородныйtypus[3]
  - Portulaca oleracea subsp. oleracea L.
- Portulaca pilosa L.
- Portulaca quadrifida L.
- Portulaca rubricaulis Kunth
- Portulaca sclerocarpa Gray
- Portulaca smallii P.Wilson
- Portulaca suffrutescens Engelm.
- Portulaca teretifolia Kunth
- Portulaca umbraticola Kunth
- Portulaca villosa Cham.

## Значение и применение
В Узбекистане один из видов портулака (портулак крупноцветковый), используемый при озеленении парков, называют «гульбиёр». Цветы этого же вида в Китае называют «бессмертниками» (кит. упр. 死不了). Им посвятил одноимённое стихотворение Го Можо.

### В кулинарии
Молодые побеги и листья (желательно собранные до цветения растения) применяют как гарнир к мясным и рыбным блюдам — отваренные с добавлением чеснока, уксуса, растительного масла или припущенные с репчатым луком на растительном масле.

### Портулак виудаизме
В мишне, в трактате «Шевиит» (законы седьмого года), портулак приводится как пример растения, которое не используется в пищу в обычное время, но может быть использовано в пищу во время голода.